# Global Research Identifier Database
Global Research Identifier Database (GRID) é um conjunto de dados de acesso público sobre instituições de todo mundo que estão implicados na investigação. Na base de dados, cada instituição está acompanhada de um endereço único, muitas vezes complementado com informação, como as coordenadas geográficas, a página web e a página da Wikipedia. Há todo o tipo de organização e de institutos. A base de dados contém mais de 63.000 entradas em forma de RDF.